# Mormonia insolabilella
Mormonia insolabilella là một loài bướm đêm trong họ Noctuidae.